# Jehuda ibn Tibbon

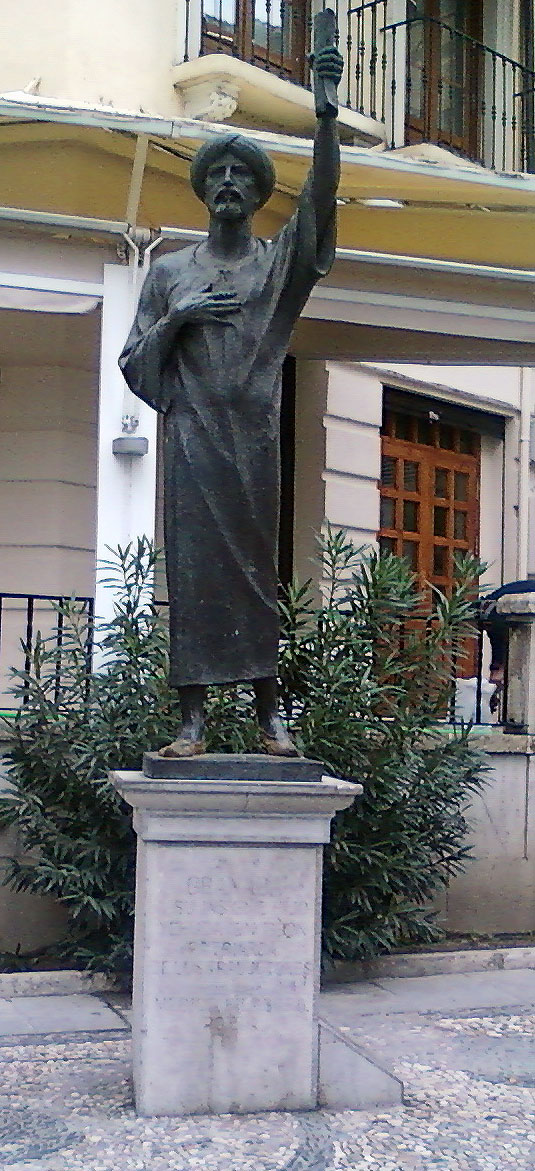
Statue des Jehuda ibn Tibbon in Granada

Jehuda ben Saul ibn Tibbon (geboren 1120 in Granada; gestorben 1190 in Marseille) war ein jüdischer Übersetzer des Mittelalters. Er ist der Stammvater der Familie Ibn Tibbon („ibn“ bedeutet Sohn; Jehuda ibn Tibbon ist der erste bekannte Vertreter der Familie; ob er nach seinem Vater benannt ist, ist unbekannt) und erhielt den Beinamen Vater der Übersetzer.

## Leben
Jehuda ibn Tibbon zog, wahrscheinlich aufgrund der während seiner Lebzeiten einsetzenden Judenverfolgung im maurischen Spanien, um 1150 nach Südfrankreich und ließ sich in Lunel nieder, wo er als Arzt praktizierte. Aus seinem Testament ist zu erkennen, dass die Leistungen seines Sohnes Samuel ibn Tibbon nicht seinen Erwartungen entsprachen.  Jehuda wurde vor allem als Übersetzer von arabischen Werken ins Hebräische bekannt. In der Einführung zu seiner Übersetzung des ethischen Werks Chowot ha-Lewawot („Pflichten der Herzen“) von Bachja ibn Pakuda erklärt Jehuda ibn Tibbon, dass Juden in islamischen Ländern, die weltlichen Studien nachgehen wollten, im Gegensatz zu ihren Glaubensgenossen unter christlicher Herrschaft zum Studium des Arabischen anstelle des Hebräischen gezwungen seien, da sich die arabische Sprache durch Reichtum und Klarheit auszeichne; eine pragmatischere Begründung gibt er in seiner Testamentsschrift, in der er nüchtern feststellt, dass viele Juden schon allein durch die Fähigkeit, Arabisch zu schreiben, bei den arabischen Herrschern in Rang und Position gekommen seien, so wie sein Freund Schmuel ha-Nagid. Ferner hielt er fest, dass für eine gute Übersetzung eine gründliche Kenntnis der Ausgangssprache, der Zielsprache sowie des Themas, von dem das Buch handelt, erforderlich sei. Zu seinen weiteren Übersetzungen gehören das philosophische Werk Kusari von Jehuda ha-Levi, Emunot we-Deot von Saadia Gaon, eine hebräische Grammatik und ein Wörterbuch von Jona ibn Dschanach sowie Tikkun Middot ha-Nefesch von Solomon ibn Gabirol.